# Vzhodno Polabje
Vzhodno Polabje (nemško Ostelbien) je bilo neformalno poimenovanje za dele Nemškega cesarstva do druge svetovne vojne, ki so ležali vzhodno od reke Labe.
Regija je obsegala pruske pokrajine Brandenburg, vzhodne dele Saške (Jerichower Land) in Kraljevine Saške (Zgornja Lužica), Pomorjansko, Šlezijo, Vzhodno Prusijo, Zahodno Prusijo in Poznanjska (od leta 1922 Poznanjska - Zahodna Prusija) ter svobodni deželi Mecklenburg - Schwerin in Mecklenburg - Strelitz. Berlin in Schleswig - Holstein nista bila vključena, čeprav ležita vzhodno oziroma severno od Labe.
Vzhodno Polabje je bilo znano po svojem zgodovinskem manoralizmu in tlačanstvu ter političnem konservativizmu, ki je bil povezan s pretežno protestantsko veroizpovedjo lokalnega prebivalstva. V času Nemškega cesarstva (1871-1918) je »vzhodnopolabski junker« tvoril reakcionarno hrbtenico monarhije. V času Weimarske republike (1918-1933) je postal politično obarvan izraz, ki so ga uporabljale zlasti levičarske stranke za označevanje bogatih javnih uslužbencev konservativne, desne Nemške narodne ljudske stranke (DNVP), ki so ustrezali stereotipu.